# Iwan Iwanow (E-Sportler)
Iwan Borislawow „MinD_ContRoL“ Iwanow (bulgarisch Иван Бориславов Иванов, englisch Ivan Borislavov Ivanov, * 20. Januar 1995) ist ein bulgarischer E-Sportler, der in der Disziplin Dota 2 für Team Nigma antritt und mit Team Liquid The International 2017 gewonnen hat. Mit mehr als 4.600.000 US-Dollar erspielten Siegprämien gehört Iwanow zu den zehn finanziell erfolgreichsten E-Sportlern. 

## Karriere
Iwanows professionelle Dota-2-Karriere begann 2014. Seinen internationalen Durchbruch schaffte er, als er im folgenden Jahr von Kuro „KuroKy“ Salehi Takhasomi eingeladen wurde, seinem neu gegründeten Team 5 jungz beizutreten. Nach einer Reihe von Erfolgen wurden die Spieler von der renommierten Organisation Team Liquid unter Vertrag genommen. In seiner ersten Saison mit dem Team erreichte Iwanow jeweils das Finale beim Shanghai Major 2016 und dem Manila Major 2016 und trat in der Folge bei The International 2016 als Mitfavorit an. Das Team konnte den Erwartungen nicht gerecht werden und beendete das Turnier auf dem 7. – 8. Platz. Nachdem Team Liquid in der folgenden Saison noch an der Qualifikation zum Boston Major 2016 scheiterte, gewannen sie 2017 mehrere LAN-Turniere, traten erneut als Favorit bei The International 2017 an und konnten den Wettbewerb für sich entscheiden. Mit dem Sieg bei dem zu diesem Zeitpunkt höchstdotierten E-Sports-Turnier sicherte sich Iwanow einen Anteil am Preisgeld von mehr als 2.100.000 US-Dollar. Bis September 2019 gewann er mit Team Liquid achtzehn Turniere und schloss die folgenden Ausgaben von The International auf dem vierten und zweiten Platz ab, sodass Iwanow in seiner Zeit bei diesem Team insgesamt über 4.400.000 US-Dollar Preisgeld gewinnen konnte. Im November 2019 wurde bekanntgegeben, dass er und seiner Mitspieler Team Liquid verlassen und eine eigene Organisation gründen werden. Mit Team Nigma konnte Iwanow 2020 bei drei Turnieren den ersten Platz erreichen, verpasste jedoch die Qualifikation zu The International 10.
Im Jahr 2024 wurde Iwan Iwanow wegen personellen Differenzen aus dem Team Tundra Esports entfernt.

## Erfolge (Auswahl)
| Datum     | Platz | Turnier                     | Preisgeld   |
| --------- | ----- | --------------------------- | ----------- |
| März 2016 | 2.    | Shanghai Major 2016         | 081.000 $   |
| Juni 2016 | 2.    | Manila Major 2016           | 081.000 $   |
| Juni 2017 | 1.    | EPICENTER 2017              | 050.000 $   |
| Aug. 2017 | 1.    | The International 2017      | 2.172.536 $ |
| Juni 2018 | 1.    | China Dota2 Supermajor 2018 | 0111.000 $  |
| Aug. 2018 | 4.    | The International 2018      | 0357.450 $  |
| Aug. 2019 | 2.    | The International 2019      | 0892.581 $  |

| Datum     | Platz | Turnier                                | Preisgeld |
| --------- | ----- | -------------------------------------- | --------- |
| Jan. 2020 | 1.    | WePlay! Bukovel Minor 2020             | 14.400 $  |
| Feb. 2020 | 1.    | WePlay! Dota 2 Tug of War: Mad Moon    | 26.000 $  |
| Juli 2020 | 1.    | OGA Dota Pit 2020 Season 2: Europe CIS | 14.174 $  |